# Matematisk programmering
Matematisk programmering är en disciplin inom optimeringslära som går ut på att hitta sätt att göra en serie val på så bra sätt som möjligt under vissa bivillkor. Termen har alltså inget med datorprogrammering att göra, utan ordet programmering används i betydelsen planering.